# رودخانه اوردژ
رودخانه اوردژ (به انگلیسی: Oredezh River) رودخانه‌ای است که در روسیه جریان دارد.